# Fabrizio De André
Fabrizio De André (Genua, 18 februari 1940 – Milaan, 11 januari 1999) was een van de belangrijkste Italiaanse cantautori, oftewel zanger-liedjesschrijvers. Hij staat algemeen bekend om de literaire kwaliteit van zijn teksten – in 2004 werd er zelfs een studiecentrum rondom de zanger geopend aan de Universiteit van Siena. Gedurende zijn carrière, die vanaf 1958 duurde tot aan zijn dood, bracht hij een twintigtal albums uit. Vrienden en fans noemden hem liefkozend 'Faber'.
Aan De André en ander Genuese singer-songwriters is het Museum Via del Campo 29 rosso in Genua gewijd.

## Biografie
De André studeerde rechten, maar rondde die studie niet af toen bleek dat hij zou kunnen leven van zijn roeping: het schrijven en zingen van liederen. In 1968 brak hij definitief door toen Mina veel succes had met zijn 'Canzone di Marinella' ('Lied van Marinella'), een sprookjesachtig lied over een meisje dat haar ware liefde vindt en dan sterft, dat Fabrizio schreef ter ere van een meisje dat, verlaten door haar verzorgers, tippelend vermoord werd.
In 1979 werd hij met zijn tweede vrouw Dori Ghezzi ontvoerd op Sardinië, waar hij destijds in een boerderij woonde, door plaatselijke activisten die aandacht vroegen voor hun penibele leefsituatie. Na de ontvoering, die vier maanden duurde, verklaarde hij dat de ontvoerders de ware slachtoffers waren en schreef hij het lied Hotel Supramonte, dat de onzekere tijd van de ontvoering bezingt.
In 1984 nam de carrière van Fabrizio een nieuwe wending met een cd in het Genuese dialect, Creuza de mä (Zeerijstrook).
De mediaschuwe zanger stierf begin 1999 aan longkanker. Meer dan tienduizend mensen woonden zijn begrafenis bij. Na zijn dood werd er een cd aan hem gewijd met liedjes van hem die door andere artiesten, onder wie Zucchero en Vasco Rossi, werden uitgevoerd.

## Muziek
Fabrizio de André stond bekend om zijn rustige en warme stem. Een Nederlands dagblad maakte de vergelijking tussen De André en Boudewijn de Groot (zie link). Zeker in zijn jongere jaren liet hij zich inspireren door collega's, wat het duidelijkst naar voren komt in het feit dat hij liederen vertaald heeft van Georges Brassens (zoals 'Le gorille'), Leonard Cohen (Suzanne) en Bob Dylan (Desolation Row). Hijzelf bespeelde de akoestische gitaar, het belangrijkste instrument in zijn oeuvre, zeker in zijn vroegere werk. Later zou hij muzikanten om zich heen verzamelen die onder andere Arabische invloeden met zich meebrachten – zeker op de in het Genuese dialect gezongen album 'Creuza de mä' spelen Arabische invloeden een rol, gezien de Arabische invloeden die Genua door de eeuwen heen gehad heeft.
De liederen van De André spelen zich veelal af rond personages in de marge, zoals vagebonden en hoeren. Hij geeft ze een stem en een diepmenselijk gezicht, en laat zo zien dat ook zij bestaansrecht hebben. Hij komt op voor onderdrukten, zoals de Indianen in het lied 'Fiume Sand Creek', over de Bloedbad van Sand Creek. De mensen in de marge zijn voor hem de mensen om wie het werkelijk draait en die het echte leven laten zien. Er zijn geen absolute waarden, en daarom mogen we ook niet oordelen over het gedrag van mensen. Zeker machthebbers moeten het ontgelden: vanuit hun luxe posities veroordelen ze mensen die zondigen tegen de norm, terwijl ze die zonden in De Andrés ogen juist begaan omdat ze niet anders kunnen. Wellicht een oeuvresamenvattend citaat is te vinden in zijn lied 'Via del Campo', dat de hoertjes in de gelijknamige Genuese steeg bezingt: 'dai diamanti non nasce niente / dal letame nascono i fior' – 'uit diamanten wordt niets geboren / uit mest groeien bloemen'.
Zijn muziek wordt soms bestempeld als anarchistisch en soms ook als controversieel, bijvoorbeeld omdat hij een kritische houding heeft ten opzichte van de kerk (in 'Il testamento di Tito' laat hij een cynische kijk op de Tien Geboden zien, waarbij de theorie van de kerk ver afstaat van de realiteit van alledag). Een ander belangrijk thema is dat van het pacifisme. Zo laat hij in 'La guerra di Piero' de zinloosheid van de oorlog zien via het verhaal van twee soldaten – vijanden – die het liefst thuis bij hun vrouw zouden zitten, maar nu tegenover elkaar staan, waarbij de een uiteindelijk de ander doodschiet.

## Discografie

### Albums
- 1966 - Tutto Fabrizio De André
- 1967 - Volume I
- 1968 - Tutti morimmo a stento
- 1968 - Volume III
- 1970 - La buona novella
- 1971 - Non al denaro, non all'amore né al cielo
- 1973 - Storia di un impiegato
- 1974 - Canzoni
- 1975 - Volume VIII
- 1978 - Rimini
- 1981 - Fabrizio De André (L'indiano)
- 1984 - Creuza de mä
- 1990 - Le nuvole
- 1996 - Anime salve

### Verzamelalbums
- 1968 - La canzone di Marinella
- 1969 - Nuvole barocche
- 1972 - Fabrizio De André
- 1972 - Fabrizio De André (1 e 2)
- 1975 - Fabrizio De André (Antologia nera)
- 1982 - Fabrizio De André Super Star
- 1982 - Fabrizio De André (Profili)
- 1986 - Fabrizio De André (Antologia blu)
- 1991 - Il viaggio
- 1995 - La canzone di Marinella
- 1995 - Fabrizio De André (Cofanetto rosso)
- 1997 - Mi innamoravo di tutto
- 1999 - Opere complete
- 1999 - Da Genova
- 2000 - Peccati di gioventù
- 2001 - Mediterraneo
- 2001 - Ed avevamo gli occhi troppo belli
- 2004 - Fabrizio De André - Platinum Deluxe
- 2004 - Fabrizio De André - Una musica per i dannati
- 2005 - In direzione ostinata e contraria

### Live-albums
- 1979 - Fabrizio De André in concerto con PFM vol.1
- 1980 - Fabrizio De André in concerto con PFM vol.2
- 1982 - Fabrizio De André live, Philipshalle Düsseldorf
- 1991 - 1991 Concerti
- 1999 - Fabrizio De André in concerto
- 2001 - Fabrizio De André in concerto vol.2 (postuum uitgebracht)